# Kilchberg (Tübingen)
Kilchberg je část německého města Tübingen v Bádensku-Württembersku. Nachází se na okraji města, jihozápadně od centra a má 1292 obyvatel (2006).

## Poloha
Kilchberg se nachází 5 km jihozápadně od centra města a 7 km východně od města Rottenburg am Neckar na úrovni nejnižší terasy údolí řeky Neckar na úpatí náhorní plošiny Rammert.

## Historie
První zmínka o městské části pochází z listiny z roku 1231. Město oslavilo 750 let své existence v roce 1986. Roku 1236 nechal falcgraf Wilhelm z Tübingenu vdát svou dceru Adelheid za Kuna z Münzenbergu a nechal k tomu vydat listinu. Svědkem byl jistý Heynrikus de Kirchperc. Roku 1261 se poprvé objevuje název „Kilchberg“.
Součástí města Tübingen se stal roku 1971.

## Partnerská obec
- Kilchberg ZH, Švýcarsko (od roku 1981)[1]